# Gil Taïeb
Pour les articles homonymes, voir Taïeb.
Gil Taïeb, né le 20 juillet 1957 à Tunis et mort le 15 avril 2024 à Paris, est un dentiste et militant français. 
Engagé dans de nombreux organismes de la communauté juive de France, il a tenu des responsabilités au sein du Crif et du FSJU. Il incarnait, selon le communiqué de l'Elysée, « une figure tutélaire du dialogue intereligieux, qui portait la République et ses valeurs au cœur ».

## Biographie
Né à Tunis au sein d'une famille juive tunisienne, Gil Taïeb fait ses études en France, après l'immigration de sa famille dans l'exode de la communauté juive de Tunisie des années 1960. Il suit des études de chirurgie dentaire et obtient son diplôme de chirurgien-dentiste dans les années 1980. 
Il est marié à Karen Taïeb, conseillère municipale (apparentée PS) et adjointe au patrimoine à la mairie de Paris. Le couple a eu trois enfants.

### Engagements communautaires
Dès ses années d'étude, Gil Taieb fit preuve d'un très fort engagement communautaire. Au lycée, il milite pour la libération des juifs de l’ex-Union soviétique, et devient responsable du Comité « liberté pour les juifs d’URSS ». Puis durant ses études supérieures, il fonde la section étudiante de la fraternité Alpha Oméga à la faculté dentaire de Paris Garancière (Confrérie internationale de dentistes).
En 1990, il crée l’Association de soutien à Israël (ASI France). Cette organisation apolitique, a pour but de mener des actions sociales en direction de la jeunesse et des familles défavorisées en Israël, en coordination avec les services municipaux concernés.
Gil Taieb est élu au Consistoire de Paris en 1997. Il en devient le porte-parole de 1997 à 2001, puis vice-président de 2001 à 2010. Gil Taieb est également élu au Fonds social juif unifié depuis 2007. Il devient président de l’Appel National pour la Tsedaka en 2007, 2008, 2009 et 2010.
Gil Taieb est également vice-président du Crif.